# 安洗塋
- 安洗塋
- 安洗瑩

安 洗塋（アン・セヨン、안세영、An Se-young、2002年2月5日 - ）は、大韓民国・光州広域市出身の女性バドミントン選手。BWF世界ランキングのシングルスの最高順位は1位。2023年世界選手権の女子シングルスで、韓国人初の優勝を達成した。

## 経歴
2019年の世界バドミントン連盟（BWF）の「Eddy Choong Most Promising Player of the Year」を受賞した。
2021年の東京オリンピックでは準々決勝で中国の陳雨菲に敗れた。
2021年のBWFワールドツアーファイナルズで優勝。
2022年世界バドミントン選手権大会では決勝で山口茜に準決勝で敗れて銅メダルを獲得した。
2023年ジャパン・オープンを優勝し、21歳でキャリアハイとなる世界ランク1位を達成した。

## 獲得タイトル
- BWFワールドツアー：18回
  - ニュージーランド（英語版）：2019
  - カナダ：2019
  - 秋田（英語版）：2019
  - フランス：2019
  - 韓国（英語版）：2019
  - インドネシア：2021、2023
  - インドネシア：2021
  - BWFワールドツアーファイナルズ：2021
  - 韓国：2022、2023
  - マレーシア：2022
  - オーストラリア：2022
  - インド：2023
  - 全英：2023
  - タイ：2023
  - シンガポール：2033
  - 日本：2023